# Charles-Antoine de Piis
Charles-Antoine de Piis (1737-1794), grand sénéchal d'épée du Bazadois, est député de la noblesse de la sénéchaussée de Bazas aux États généraux de 1789. 

## Biographie
Issu de la famille de Piis qui selon une tradition domestique, dénuée de preuves historiques, se disait issue de la famille de Pins, Charles-Antoine de Piis naît à Queyssac en Dordogne le mercredi 3 avril 1737. Il est le fils d'Antoine de Piis, seigneur de Puybarban et de Bassanne, co-seigneur de Lamotte de Serres, (1705-1763) conseiller en la grand-chambre du parlement de Bordeaux et d'Angélique de Pichard (épousée le jeudi 13 octobre 1735 à la Grave en Gironde).
Il fut le père de Jean-Baptiste de Piis, marié le 1er mai 1809 à Élisabeth-Marie-Magdeleine-Anne de Mons et de Sophie-Marie-Madeleine-Françoise de Piis mariée le 9 novembre 1793 à son cousin germain, Marie-Louis Auguste de Martin du Tyrac de Marcellus, comte de Marcellus, député et pair de France.
Il appartenait à la famille de Pierre-Antoine-Augustin de Piis, poète et littérateur.

## Rôle politique pendant la Révolution
Il était, lors de la Révolution, grand sénéchal d'épée et gouverneur du Bazadais, seigneur de Puybarban-Bassane, etc. Élu, le 10 mars 1789, député de la noblesse aux États-Généraux par la sénéchaussée de Bordeaux, il tint pour l'Ancien Régime, se rangea avec la droite de la Constituante, et donna sa démission de député dès le 28 septembre 1789.
Arrêté et incarcéré sous la Terreur, il fut condamné à mort comme « ennemi de la Révolution », le 16 prairial an II, par la commission militaire de Bordeaux (21 mai 1794) et guillotiné (ainsi que sa sœur Suzanne-Thérèse-Angélique de Piis) à Bordeaux le 4 juin 1794. 

### Sources
- « Charles-Antoine de Piis », dans Adolphe Robert et Gaston Cougny, Dictionnaire des parlementaires français, Edgar Bourloton, 1889-1891 [détail de l’édition]